# Файккіо
Файккіо (італ. Faicchio) — муніципалітет в Італії, у регіоні Кампанія, провінція Беневенто.
Файккіо розташоване на відстані близько 180 км на схід від Рима, 55 км на північ від Неаполя, 31 км на північний захід від Беневенто.
Населення — 3684 особи (2014).
Щорічний фестиваль відбувається 24 червня. Покровитель — святий Іван Хреститель.

## Демографія
Населення за роками:

Станом на 1 січня 2023 року в муніципалітеті офіційно проживали 84 іноземці з 22 країн, серед них 36 громадян країн Євросоюзу та 6 громадян України.

## Сусідні муніципалітети
- Кузано-Мутрі
- Джоя-Саннітіка
- Пульянелло
- Рув'яно
- Сан-Лоренцелло
- Сан-Сальваторе-Телезіно